# Stratum (Eindhoven)
Pour les articles homonymes, voir Stratum.
Stratum est un ancien village de la province néerlandaise du Brabant du Nord, aujourd'hui l'un des sept arrondissements d'Eindhoven.
Stratum était une municipalité distincte jusqu'en 1920, date à laquelle elle est devenue une partie d'Eindhoven. Il était situé au sud d'Eindhoven, avant l'ère industrielle. La plupart des quartiers de Stratum ont été construits entre 1920 et 1950.